# 库尼亚波拉
库尼亚波拉是巴西圣卡塔琳娜州的一个市镇。总面积220.293平方公里，总人口10638人，人口密度48.3人/平方公里。